# Jarkko
Jarkko är ett finskt mansnamn. 

## Personer med namnet Jarkko
- Jarkko Ruostekivi, finsk friidrottare
- Jarkko Ruutu, finsk hockeyspelare
- Jarkko Nieminen, finsk tennisspelare
- Jarkko Oikarinen, utvecklade Internets första chattnätverk; IRC
- Jarkko Huovila finländsk orienterare
- Jaakko Gummerus finländsk kyrkohistoriker